# ハッピー・トゥモロー (宝塚歌劇)
『ハッピー・トゥモロー』は宝塚歌劇団の作品。星組公演。
併演作品は『夕陽のジプシー』。

## 解説
※『宝塚歌劇100年史（舞台編）』の宝塚大劇場のページを参照
明日への希望をテーマにし、バラエティに富んだショー作品。ダンスや歌によってテーマを表現している。パディ・ストーンによる振付のバスケットボールの試合の場面や、鳳蘭が淑女姿で「電話のベルは待たないで」を歌う場面がある。

## 公演期間と公演場所
- 1976年10月1日 - 11月9日　宝塚大劇場[1]
- 1977年3月2日 - 3月28日　東京宝塚劇場[2]

## 宝塚大劇場公演のデータ
形式名は「グランド・ショー」。20場。

### スタッフ
- 作・演出：横澤英雄[1]
- 音楽：高井良純[3]、中元清純[3]、前田憲男[3]
- 音楽指揮：溝口堯[3]
- 振付：パティ・ストーン[3]、喜多弘[3]、司このみ[3]、朱里みさを[3]、中川久美[3]
- 装置：石浜日出雄[3]
- 衣装：静間潮太郎[3]
- 照明：今井直次[4]
- 音響・録音：松永浩志[4]
- 小道具：上田特市[4]
- 効果：坂上勲[4]
- 演出助手：太田哲則[4]、正塚晴彦[4]
- 制作：野田浜之助[4]
- 通訳：黒木ひかる[4]